# Зоя Карбонопсина
Зоя Карбонопсина (на гръцки: Ζωή Καρβωνοψίνα, Зоя Въгленоока или Черноока) е византийска императрица, четвърта съпруга на император Лъв VI Философ. Тя е майка на император Константин VII Багренородни, от името на когото управлява като регентка от 914 до 919 г.

## Отношения с Лъв VІ
На 6 януари 906 г. Зоя Карбонопсина се омъжва за византийския император Лъв VI, на когото още в края на 905 г. ражда син, бъдещия Константин VII Багренородни. Лъв VI, който дотогава няма мъжки наследник от предишните си три брака, решава да се ожени за Зоя едва след раждането на Константин, за да подсигури унаследяването на престола по права мъжка линия. Бракът между Зоя и Лъв VI обаче не е признат за законен от вселенскиия патриарх Николай Мистик, който забранил на двойката да посещава литургии в църквата и разпопил свещеника, който ги бракосъчетал. Неотстъпчивостта на Николай Мистик му коства патриаршеския пост и през 907 г. под натиска на императора той е заменен от по-отстъпчивия Евтимий.
Лъв VI умира през 912 г. и е наследен от брат си Александър, който се ползвал с подкрепата на онази част от дворцовите среди, които смятали, че малолетният Константин нямал право да наследи престола, тъй като бил незаконно роден. Новият император прогонва Зоя от двореца и реабилитира Николай Мистик на патриаршеския престол.

## Преврат срещу Николай Мистик
Император Александър умира през 913 г. и династичният въпрос отново застава на дневен ред. Били проведени преговори между сената и патриарх Николай, които завършват с признаването на малолетния Константин за законен василевс, от името на когото трябвало да управлява регентски съвет начело с патриарх Николай Мистик. През същата година войските на Симеон I Велики достигат столицата Константинопол. Търсейки подкрепа, Николай Мистик позволява на Зоя да се завърне в двореца, но патриархът убеждава сената да не я признава за августа. Обявява я за своя „духовна дъщеря“, като за всеки случай принуждава Зоя да се замонаши. Но хитрата Зоя успява да измами патриарха: пред самата церемония по подстрижението се наяла с подобаващо количество месо, правейки самия акт недействителен спрямо каноните. Разразява се скандал, като патриархът не можел да направи нищо пред свършения факт. Оставена да живее в двореца, тя започва да плете интриги срещу патриарха и да набира привърженици.
През февруари 914 г. Зоя Карбонопсина застава начело на преврат срещу Николай Мистик, чието регентство станало непопулярно заради проявената отстъпчивост спрямо исканията на българите, предвождани от Симеон I. Въоръжени люде нападат охраната на патриарха, който, възползвайки се от азиалното право, се укрива в дворцова църква цели три седмици, преди да признае поражението си. След като превратът отстранява патриарха от управлението, регентският съвет на Константин VII бива оглавен от самата Зоя Карбонопсина. След съглашение със Зоя Николай запазва патриаршеската си митра, като с неохота бива принуден да обяви нейното замонашване за недействително, както и да я признае за августа, т.е. законна императрица.

## Регентка на Константин VII Багренородни
В управлението си Зоя Карбонопсина се ползва с подкрепата на бюрократичните среди и влиятелния Лъв Фока, който бил неин фаворит.

### Външна политика
Първата стъпка на императрица Зоя е да отхвърли постигнатите договорки между Византия и българския владетел. Зоя отказва да признае царското достойнство на Симеон I и разтрогва годежа между дъщеря му и Константин VII. Тези действия на императрицата подновяват войната между Византия и България, която се развила неблагоприятно за ромеите, които воювали срещу арабите в Южна Италия и на източните си граници. През 915 г. войските на Зоя прекратяват арабската инвазия в Армения, а две години по-късно между Византия и арабите е подписано примирие, което развързва ръцете на императрица Зоя за окончателна разправа с българите, които междувременно успели да проникнат дълбоко във византийска Тракия и завладели Адрианопол. Зоя започва приготовление за грандиозен поход срещу българите, като планирала да привличе за съюзници и печенегите, които византийската флота трябвало да прехвърли в Северна България. Симеон I обаче успява да предотврати сключването на съюз между Византия и печенегите и на 20 август 917 нанася съкрушителен разгром на византийските войски в битката при река Ахелой. Зоя опитва да привлече на своя страна сърбите и маджарите, но и този път плановете ѝ претърпяват провал. Окуражени от безсилието, в което е изпаданала Византия, арабите подновяват своите нападения срещу византийските територии в Мала Азия и Сицилия. Унизителният договор с арабите, сключен в Сицилия, за да предотврати избухването на недоволство в Южна Италия, не допринеся с нищо за укрепването на позициите на Зоя и нейните приближени.
Тези военни катастрофи отслабват значително влиянието на правителството контролирано от Зоя. Появяват се всевъзможни слухове за членовете на правителството, както и за самата августа. Навярно към края на 918 г. Лъв Фока и неговият шурей Константин Пафлагон замислят как да отстранят регентството на малолетния законен император Константин VII Порфирогенит, а при възможност и самият него. Под предлог защита на младия император, войските на Фока се появяват до Хризопол, на отсрещния бряг на Босфора. Възможно е и самата Зоя да е търсила контакт с влиятелния военачалник, за да укрепи собственото си положение. Според Стивън Рънсиман, съществува вариант Зоя Карбонопсина дори да е възнамерявала да се омъжи за Лъв Фока.

### Преврат на Роман Лакапин
Предугаждайки развитието на нещата, наставникът на младия император – Теодор, замисля съюз с Роман Лакапин, друнгарий на флота. В началото на 919 г. Константин Пафлагон решава да отстрани тази потенциална заплаха, като намери причина да разформирова флота, но е арестуван по заповед на Роман Лакапин, когато последният пристига в двореца, за да надзирава изплащането заплатите на екипажите. След този удар Зоя Карбонопсина изгубва всякакъв контрол над ситуацията и бива принудена да отстъпи регентския пост.
Наставникът Теодор убеждава младия император да назначи отново за регент патриарха Николай Мистик. Първият акт на Николай Мистик е да уволни Лъв Фока, а на неговото място да назначи Йоан Гаридас. Фока решава да обезпечи положението си, като за всеки случай моли патриарха да назначи някой негов роднина на длъжността велик етериарх – началник на императорските телохранители. Патриархът в началото се съгласява, но след това отхвърля предложението. Лъв Фока е принуден да отправи към Роман Лакапин предложение за брак между техни родственици и съюз. Макар и господар на положението в Константинопол, Лакапин все пак се съгласява, двамата се заклеват и на Фока е позволено да се завърне при армията си в Хризопол. Навярно Фока предполагал, че Лакапин никога няма да успее да се домогне до императорския престол, но недооценил правилно възможностите на своя нов съюзник.
На 25 март 919 г. друнгарият на флота Роман Лакапин получава почетния сан магистър и е обявен за велик етериарх. През май 919 г. Лакапин се обявява за василеопатор и настойник на младия четиринадесетгодишен василевс Константин VII, като го жени за своята дъщеря Елена, превръщайки се в действителния управник на империята. Лишена от титлата си на августа, Зоя все пак е оставена да живее в двореца като частно лице, понеже пред Лакапин вече има друга пречка – самият Фока, който продължава да има влияние над армията.
До Лъв Фока било изпратено писмо, подписано от младия император, в което го съветват да не реагира на тези събития. Нежелаещ да се примири с това положение, Фока се разбунтува, но не е в състояние да обезпечи лоялността на своите войници. Причина за това е обнародването на императорски указ, в който Константин VII Порфирогенит приветства Лакапин като негов защитник и осъжда бунта на Фока. Войниците преминават на страната на Лакапин. Налага се Фока да избяга, но е заловен от имперски агенти във Витиния. Впоследствие Лъв Фока е ослепен по заповед на Роман Лакапин.

## Замонашване
Лишена от своя могъщ съюзник, Зоя се опитва да отрови Лакапин, който заповяда да бъде арестувана и вторично подстригана за монахиня. Този път ритуалът бил съблюдаван щателно, и под стража Зоя е отправена на заточение в манастир.